# Данаїл Дечев
Данаїл Дечев (болг. Данаил Дечев Недев; 20 березня 1891, Разград, Болгарія / тоді — Османська імперія — 5 серпня 1962, Софія, Болгарія) — болгарський живописець-пейзажист, жанрист, майстер натюрмортного живопису. Болгарському мистецтву живопису з ледь розвиненою до 20-х — 30-х років XX століття школою пейзажу Дечев дав розширене поняття про цей жанр, розробивши тип глибокої панорамної композиції. Його пейзажі одухотворені мажорним настроєм, панує в них. Він використовував метод моделювання пейзажного простору вільним, енергійним, живим «ліпленням»; у міру просування від початкової стадії до завершення, — якісним ускладненням вібруючої барвистої маси.

## Творчість
Серед мистецтвознавців прийнято розділяти творчість Дечева на два етапи:
- ранній, драматичний і ліричний, з використанням різких контрастів кольору, і
- пізній, (з 40-х років) — коли в його полотнах переважає умиротворено-прозорий стан духу; вони виконані наповнені легкістю за рахунок більш світлого колориту і прозорості тіней.

При цьому, протягом усього творчого шляху, живопис Дечева відзначений чарівністю бездоганного смаку, що зближує кращі з його пейзажів з роботами таких представників Паризької школи як Утрилло і Вламінк.

## Біографія
Данаїл Дечев народився 20 березня 1891 року в Разграді (Болгарія). У 7 років залишився без батька. В юності не отримав систематичної художньої освіти. Закінчив за наполяганням брата Промислове текстильне училище [Архівовано 18 лютого 2019 у Wayback Machine.](болг.) у Слівені.
Брав участь у Першій світовій війні. Працював у Пловдивській митниці. У 1921 році вперше запропонував свою картину на виставку Товариства південно-болгарських художників; і був прийнятий членом до Товариства. З 1919 по 1939 рік жив у Плевені. У 1939 році переїхав до Софії, але в місті надовго не залишався, подорожуючи країною у пошуках відповідних сюжетів для картин. У пейзажах Данаїла Дечева глядач бачить багатство і силу впливу природи Болгарії: Родопи, Стару-Планину, Фракію, узбережжя Чорного моря.
Перша персональна виставка Данаїла Дечева пройшла у 1933 році в Софії. У 1958 році відбулася його ювілейна виставка. З 1 січня 1962 художник був обмежений в рухах внаслідок паралічу. Помер 5 серпня 1962 року в Софії.
Дечев належить до числа небагатьох болгарських художників, що здобули успіх на Венеціанській бієнале (1946 і 1948). Також він брав участь у міжнародній виставці в Делі (1960), виставках у Парижі, Багдаді, Анкарі, Афінах, Стокгольмі. За життя художника відбулося понад 30 персональних виставок в Болгарії та за її межами: у Варшаві, Берліні, Будапешті, Празі.

## Визнання
У 1952 році Данаїл Дечев удостоєний звання «Заслужений художник». Був нагороджений орденом «Кирило і Мефодій» та ін.
У Софії на честь художника названа вулиця Данаїла Дечева [Архівовано 13 лютого 2019 у Wayback Machine.], що виходить на Южен парк (болг.).

## Зображення в мережі
- 4 живописні роботи в Міській художній галереї «Борис Георгієв», Варна [Архівовано 19 січня 2017 у Wayback Machine.] : 
  - Гірське селище [Архівовано 13 лютого 2019 у Wayback Machine.]  [Архівовано 13 лютого 2019 у Wayback Machine.]
  - Міський парк [Архівовано 2 березня 2017 у Wayback Machine.]  [Архівовано 2 березня 2017 у Wayback Machine.]
  - Місто в горах [Архівовано 2 березня 2017 у Wayback Machine.]  [Архівовано 2 березня 2017 у Wayback Machine.]
  - Зорана земля навесні [Архівовано 13 лютого 2019 у Wayback Machine.]  [Архівовано 13 лютого 2019 у Wayback Machine.]
- «Цигани в лісі». Масло 48 × 60 см. [Архівовано 13 лютого 2019 у Wayback Machine.]  [Архівовано 13 лютого 2019 у Wayback Machine.]